# Skály (výhybna)
Skály jsou výhybna (do 9. prosince 2022 odbočka), která se nachází km 12,312 dvoukolejné trati Praha – Lysá nad Labem a v km 12,312 jednokolejné trati Praha–Turnov, která se v odbočce odděluje. Původně vedla trať Praha–Turnov samostatně z Prahy-Vysočan v souběhu s trati Praha – Lysá nad Labem, která byla v roce 1928 zdvoukolejněna. Odbočka Skály byla postavena v roce 1943 a umožnila tak dvoukolejný provoz mezi Skálami a Vysočany i pro vlaky turnovské trati. Odbočka byla původně obsluhována ze stavědla přímo v odbočce, po vybudování nového zabezpečovacího zařízení byla místní obsluha zrušena a zavedeno dálkové ovládání z Prahy-Vysočan. Výhybna se nachází v městské části Praha 14 (severně od sídliště Černý Most a jižně od Satalic) na katastrálním území Kyje.

## Popis výhybny

### Stav do roku 2012
Tehdy ještě odbočka byla ovládána výpravčím ze stavědla odbočky (bylo umístěno mezi dvoukolejkou směr Horní Počernice a jednokolejkou směr Satalice) pomocí elektromechanického zabezpečovacího zařízení. V odbočce byly dvě výhybky s elektromotorickým přestavníkem, č. 2 pro napojení turnovské trati do 2. traťové koleje (TK) Praha-Horní Počernice – Praha-Vysočany a č. 1 pro odpojení spojky k výhybce č. 2 z traťové koleje Praha-Satalice – Praha-Vysočany (ta vedla z odbočky Skály souběžně s dvoukolejkou Praha-Horní Počernice – Praha-Vysočany). Odbočka Skály tak nebyla odbočkou pro 1. traťovou kolej z Vysočan do H. Počernic, pro tuto kolej však byla hradlem (jen pro uvedený směr).
Odbočka byla kryta třemi světelnými vjezdovými návěstidly: VL od Prahy-Satalic, L od Prahy-Horních Počernic na 1. TK a VS od Prahy-Vysočan (na koleji turnovské trati). Návěstidla byla stožárová a výjimkou návěstidla VS, které bylo umístěno na lávce společně s oddílovým návěstidlem So nad 1. TK (pro směr od Vysočan). Na 2. TK od Vysočan vjezdové návěstidlo nebylo, protože na této koleji bylo jen jednosměrné zabezpečovací zařízení, které umožňovalo jízdu po této koleji jen od Satalic a Horních Počernic do Vysočan. Kolej trutnovské trati se pak opačně používala jen pro jízdy od Vysočan do Satalic. Všechny přilehlé traťové úseky byly vybaveny hradlovým poloautomatickým blokem, obousměrným z/do Prahy-Satalic, v ostatních traťových kolejích jednosměrným. Původně bylo mezi Skálami a Vysočany v provozu ještě hradlo Černý Most, to však bylo v roce 1993 zrušeno.

### Stav v letech 2012–2020
V roce 2012 proběhla instalace nového zabezpečovacího zařízení, kterým se stalo elektronické stavědlo ESA 11 s dálkovým ovládáním z Praha-Vysočan. Původní stavědlo odbočky tak bylo opuštěno.
Konfigurace kolejiště však zůstala beze změn, v odbočce tedy stále byly jen dvě výhybky a odbočka byla dále jen odbočkou pro trať směr Turnov a pro 2. traťovou kolej mezi Horními Počernicemi a Vysočany. Nově však bylo zřízeno ve všech přilehlých traťových úsecích obousměrné automatické hradlo, odbočka tak byla kryta celkem šesti světelnými návěstidly, které byly umístěny na dvou lávkách. Označení návěstidel bylo 1L + 2L od Prahy-Horních Počernic, VL od Prahy-Satalic, 1S + 2S + 101S od Prahy-Vysočan.

### Stav po roce 2020
V roce 2020 začala modernizace trati z Prahy-Vysočan do Mstětic, která se dotknula odbočky Skály i přilehlých traťových úseků, dokončena byla počátkem roku 2024. V rámci jednotlivých stavebních postupů vznikla například provizorní odbočka Černý Most (mezi Skálami a Vysočany), která byla později zrušena. Odbočka Skály byla doplněna výhybkami tak, aby bylo možné přejíždět libovolně mezi všemi třemi kolejemi, které byly nově označeny jako 1., 2. a 4. traťová kolej. Nově tak je možné využít pro jízdu z/do Prahy-Satalic nebo z/do Prahy-Horních Počernic jakoukoliv z těchto traťových kolejí. Odbočka Skály byla také překvalifikována na výhybnu Skály.

### Stav od roku 2022
K 10. prosinci 2022 byla dopravna reklasifikována z odbočky na výhybnu. Zabezpečovací zařízení je integrováno do stavědla ve stanici Praha-Vysočany, odkud je výhybna také ovládána. Na místě není žádný dopravní zaměstnanec. Od 19. června 2023 je výhybna zapojena do dálkového ovládání z CDP Praha.